# Norwegian Sun
Die Norwegian Sun ist ein bei der Lloyd Werft Bremerhaven gebautes Kreuzfahrtschiff der Norwegian Cruise Line (NCL).

## Geschichte

### Bau
Der Rumpf des Schiffes entstand im Auftrag der Lloyd-Werft Bremerhaven (Bau-Nr. 005) bei der Aker MTW Werft in Wismar. Im September 2000 wurde er zur Lloyd-Werft nach Bremerhaven verschleppt. Hier fand die Fertigstellung, Ausrüstung und Werfterprobung (Standprobe) statt. Ende Juli 2001 wurde der Kreuzliner in einer ausgiebigen Probefahrt von der Klassifikationsgesellschaft und der technischen Reedereiinspektion abgenommen und Ende August an die Norwegian Cruise Line (NCL) übergeben. 
Das Stahlgewicht des Schiffskörpers beträgt rund 15.000 Tonnen und an Decksflächen stehen rund 20.600 m² zur Verfügung. Zur Stromerzeugung und -verteilung wurden im Schiff rund 1.500 Kilometer Kabel verlegt, auch um die 25.000 Beleuchtungskörper mit Strom zu versorgen. Für die Brennstoffversorgung, das Kühlwasser, Trinkwasser und die Abwasserentsorgung wurden rund 130 Kilometer Rohrleitungen verlegt. Die Norwegian Sun kostete rund 650 Millionen Mark und bietet 2.250 Passagieren Platz.

### Einsatz
Im Winter befährt das Kreuzfahrtschiff zwischen San Antonio in Chile und Buenos Aires das südliche Südamerika und Feuerland. Im Sommer fährt das Schiff ab Port Canaveral nach Kuba und auf die Bahamas.
Am 25. Juni 2022 rammte die Norwegian Sun in der Nähe des Hubbard-Gletschers vor Alaska einen Eisberg und wurde dabei am Steuerbordbug beschädigt. Bei dem Aufprall wurde niemand von Passagieren und Besatzung verletzt. Nachdem Taucher den Schaden begutachtet hatten und Seetauglichkeit feststellten, durfte das Kreuzfahrtschiff mit verminderter Geschwindigkeit zum Heimathafen Seattle zurückkehren. Es soll dort repariert werden.
Anfang April 2025 gab NCL bekannt, dass das Schiff ab 2027 an die indische Reederei Cordelia Cruises verchartert werde.

## Schwesterschiffe
Die Norwegian Sun ist ein Schwesterschiff der ebenfalls von NCL eingesetzten Norwegian Sky. Letztere wurde ursprünglich von Costa Crociere bestellt und sollte den Namen Costa Olympia tragen. Darüber hinaus ließ Costa Crociere bei Bremer Vulkan die Costa Victoria fertigen, welche 2021 in Aliağa verschrottet wurde.

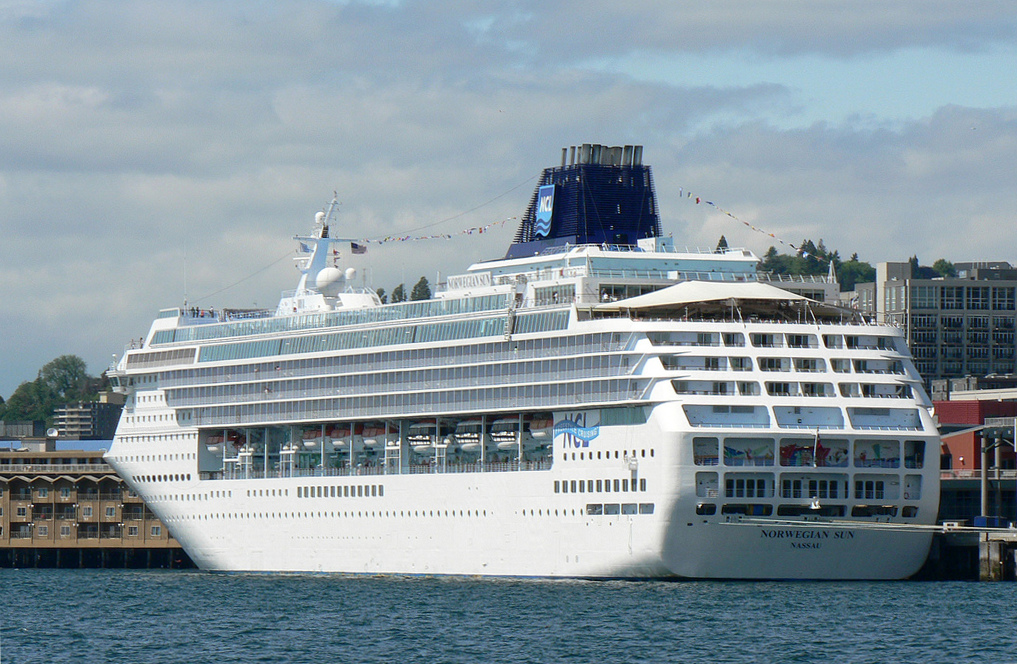
Das Heck der Norwegian Sun
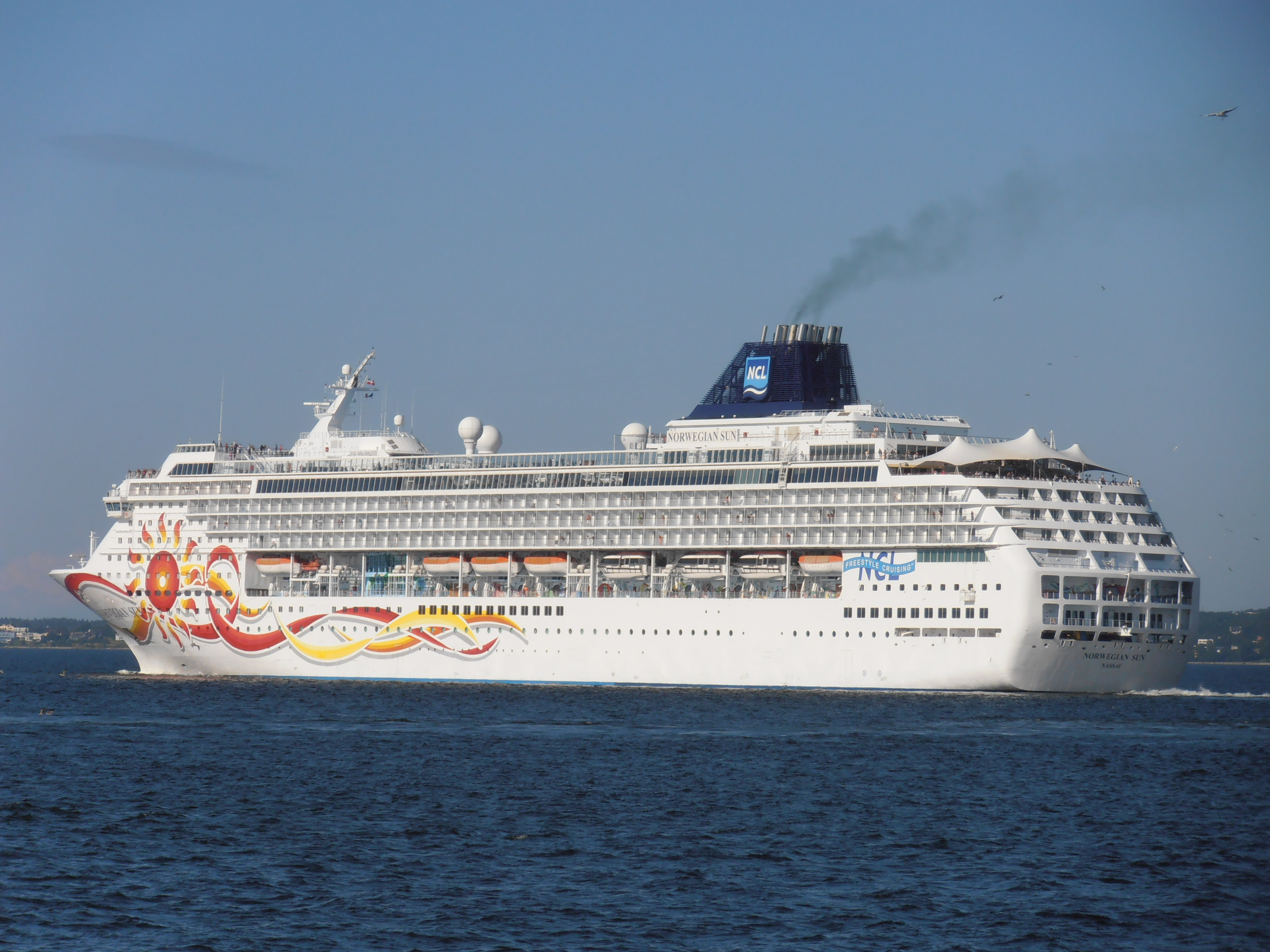